# Mr. Wu

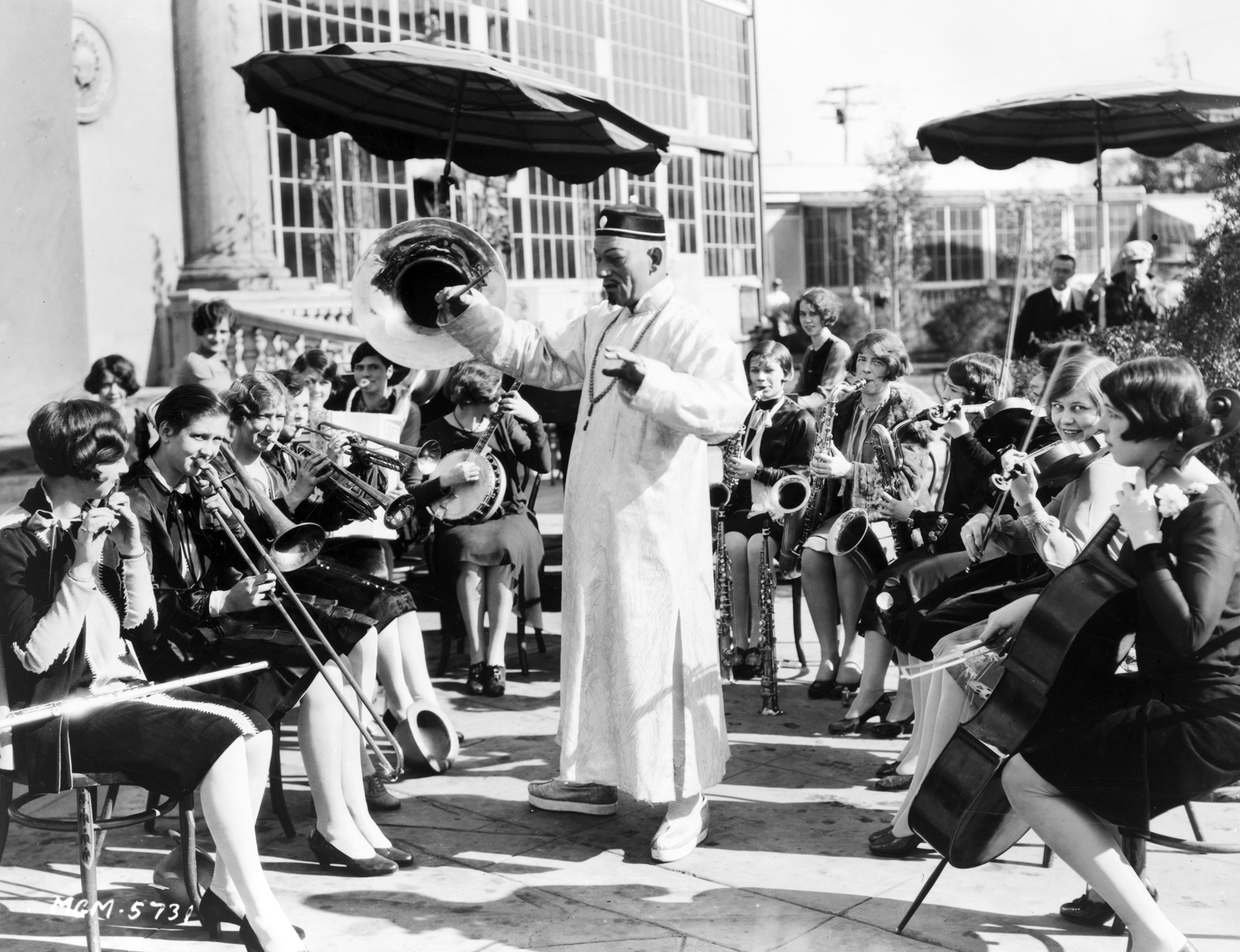
Lon Chaney als Mr. Wu

Mr. Wu is een stomme film uit 1927 onder regie van William Nigh. De film is gebaseerd op een toneelstuk van Maurice Vernon en Harold Owen, dat in première ging op 14 oktober 1914. De film is een versie van de Britse film uit 1919, die Maurice Elvey regisseerde en waar Matheson Lang en Lillah McCarthy de hoofdrollen in hebben.
De film kan tegenwoordig gezien worden op het filmkanaal Turner Classic Movies en gaat over de Chinese Mr. Wu en zijn mooie dochter Nang Ping. Hij wil graag dat ze trouwt met een bepaalde man. Zij kent hem echter niet en wil er met een Brit vandoor gaan.

## Rolverdeling
| Acteur            | Personage                           |
| ----------------- | ----------------------------------- |
| Lon Chaney        | Mr. Mandarin Wu/Mr. Wu's Grootvader |
| Louise Dresser    | Mrs. Gregory                        |
| Renée Adorée      | Wu Nang Ping                        |
| Holmes Herbert    | Mr. Gregory                         |
| Ralph Forbes      | Basil Gregory                       |
| Gertrude Olmstead | Hilda Gregory                       |
| Anna May Wong     | Loo Song                            |